# Schloss Herten

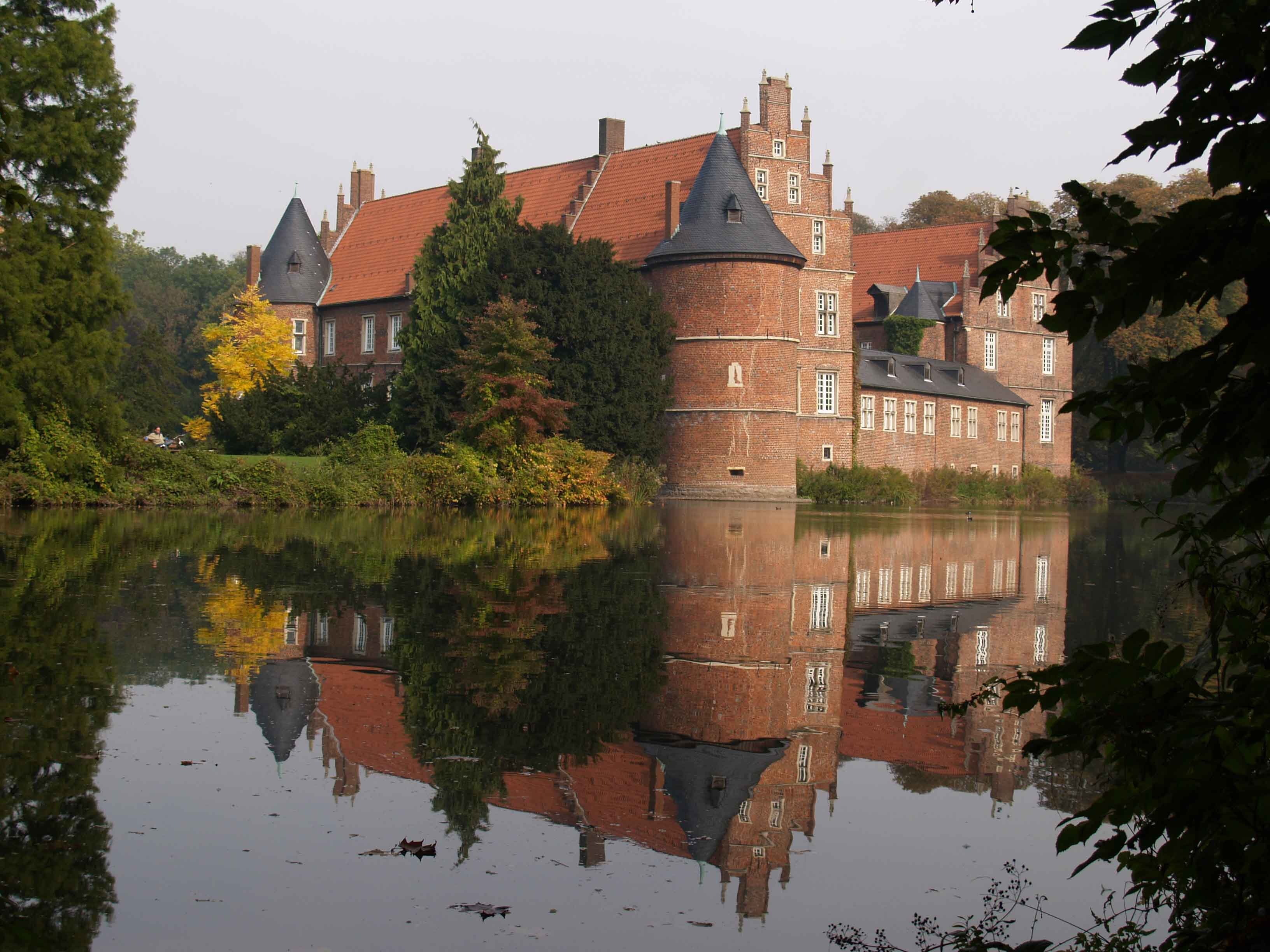
O Schloss Herten visto de sudoeste.

O Schloss Herten é um castelo com fosso de água, no bordo ocidental do centro da cidade de Herten, no Distrito de Recklinghausen. Está situado num antigo jardim paisagístico à inglesa e foi mencionado pela primeira vez em 1376. Desde 1962, o edifício principal do palácio é um monumento classificado.
Os edifícios actuais foram construídos por Henric de Suer, um mestre de obras natural de Coesfeld, e pelo seu filho Johann, para as famílias Stecke e Nesselrode. Uma vez que o edifício principal tinha sido abandonado como residência após a Primeira Guerra Mundial, degradou-se rapidamente e ameaçava colapsar devido aos danos causados pela mineração. Só uma profunda renovação empreendida pela Associação Regional de Vestefália-Lippe (Landschaftsverband Westfalen-Lippe), entre 1974 e 1989, salvou o edifício gótico tardio do colapso total.

## História

### Moradores e proprietários

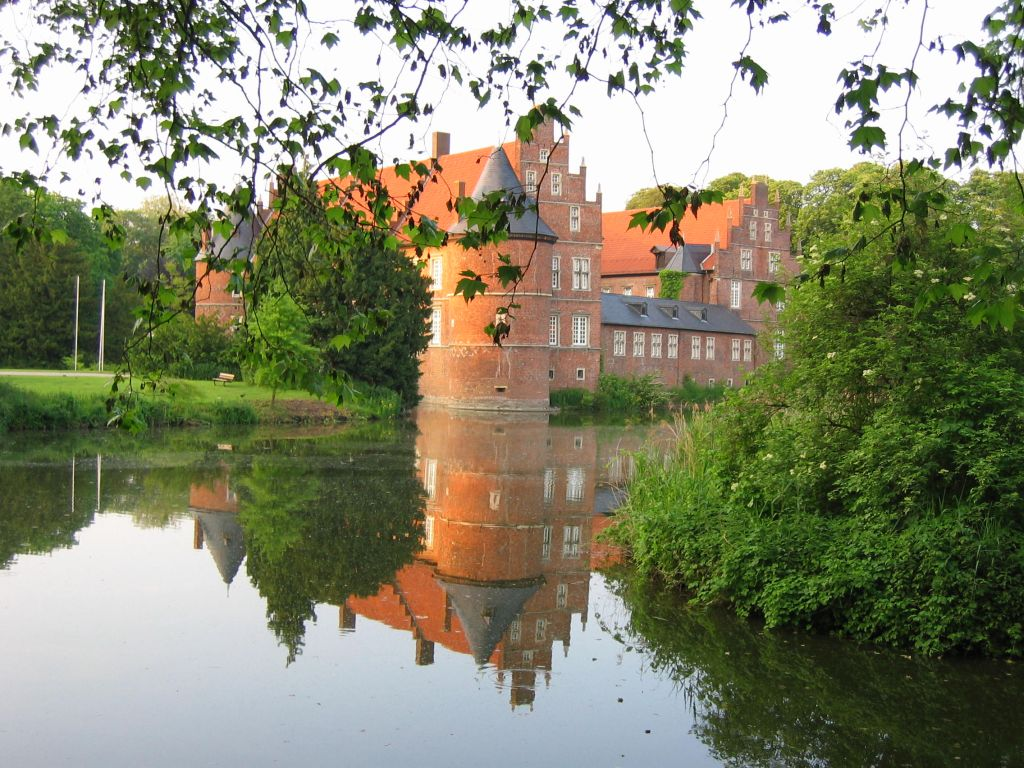
Vista parcial do Schloss Herten através do fosso.

A família dos von Herten, vassalos da Abadia de Werden, é mencionada pela primeira vez num documento, em 1286, com "Gerlach von Hertene". Supõe-se que a sua primeira residência fosse no actual centro da cidade de Herten, perto da Igreja de Santo António. No século XIV, aquela linhagem de cavaleiros construiu uma casa-forte no sítio do actual palácio, que foi mencionada em 1376 como um feudo da Abadia Imperial de Werden.
Por casamento, a "Casa Herten" passou em meados do século XIV para os Senhores de Galen, cuja herdeira Elseke a transmitiu, em 1488 através do seu casamento celebrado em 1476, ao seu marido, Dietrich von Stecke zur Leythe.
Anna von Stecke casou em 1529 com Bertram I von Nesselrode, tesoureiro hereditário dos ducados de Jülich e Berg. Como muitos membros da Casa Nesselrode, Bertram foi statthalter (governador) do Eleitorado de Colónia no território de Vest Recklinghausen entre 1539 e 1556. A partir de 1530 continuou uma ampliação e renovação da casa-forte já começada em 1520.
O complexo manteve-se na posse da família von Nesselrode por quase 300 anos. O Freiherr Franz von Nesselrode-Reichenstein foi elevado, em 1702, à dignidade de conde imperial pelo Imperador Leopoldo I. Quando Johann Franz Josef von Nesselrode, último representante da linhagem masculina dos Nesselrode de Herten, faleceu, em 1826, o palácio chegou, pela sua filha Charlotte, à família von Droste zu Vischering, que no mesmo ano também foram elevados a condes imperiais. De seguida, os membros da linhagem de Herten passaram a chamar-se a si próprios de "Droste zu Vischering von Nesselrode-Reichenstein".
A família redidiu no complexo até pouco depois da Primeira Guerra Mundial. Quando passaram a viver no Schloss Merten, em Eitorf, a partir de 1920, o Schloss Herten foi abandonado como residência e entregue à degradação. Durante a Ocupação do Ruhr, entre 1923 e 1925, ainda serviu como alojamento para as tropas francesas, que deixaram o palácio num estado de devastação.
Transitoriamente, o proprietário do complexo foi a Associação regional de Vestefália-Lippe (Landschaftsverband Westfalen-Lippe), que comprou os edifícios degradados pelo tempo, juntamente com o parque do palácio, em 1974. Este último é propriedade da cidade de Herten desde Novembro de 2008.

### História da construção

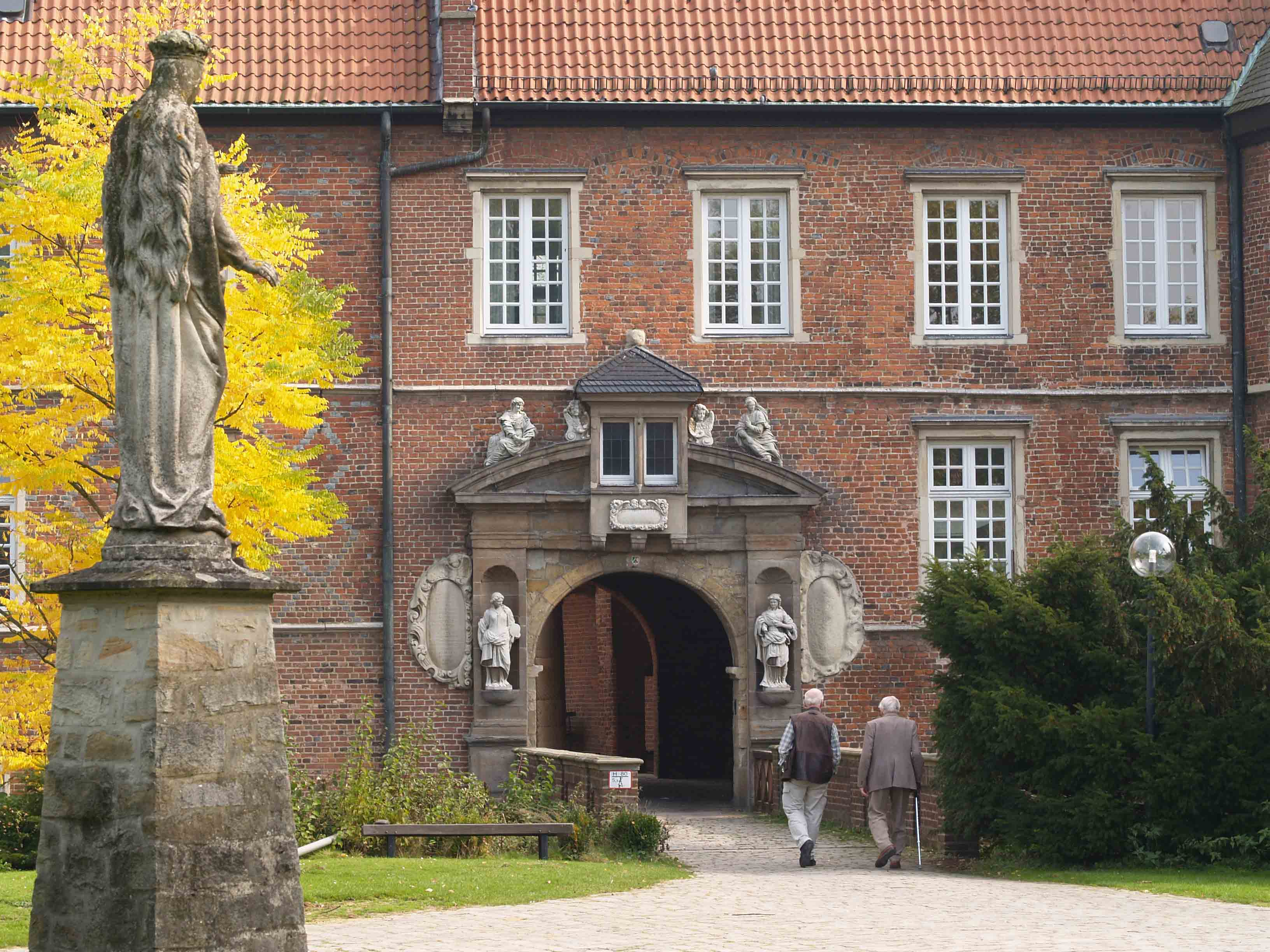
Passagem sobre o fosso e entrada para o pátio do palácio.

Os Senhores de Herten ergueram na primeira metade do século XIV uma casa-torre medieval em pedra, cujas poucas relíquias ainda são hoje visíveis na cave abobadada da ala norte. A abóbada de aresta com nervuras assenta, provavelmente, sobre fundações mais antigas . Outros elementos dessa época foram encontrados por uma escavação de emergência realizada em 1974, embora não tenham sido reconstruídos.
A partir de 1520, foi realizada para a víuva de Heinrich von Steckes, Sophie von Morrien, a renovação e ampliação da casa-torre de pedra para um castelo fechado em estilo tardo-gótico. Os mestres de obras responsáveis foram Henric de Suer, natural de Coesfeld, e o seu filho Johann. Por esse motivo, tem semelhanças inconfundíveis com o Schloss Nordkirchen de então, também construído, em 1516, por Henric de Suer. Os trabalhos continuaram a parir de 1529, com pequenas alterações, para Betram I von Nesselrode. Segundo relatos contemporêneos, depois da conclusão da construção em 1560, poderia falar-se de um "enorme edifício com fortificações e muralhas" (gewaltigen Bau mit Festungen und Wällen) que, por meio das suas paredes rectangulares com bastiões de canto, pôde resistir por dois anos, a partir de 1583, a um cerco de Gebhard I von Waldburg no decorrer da Guerra de Colónia. Restos das antigas muralhas ainda permanecem na área da alameda de castanhos, a leste.
A expansão da casa-torre de pedra para uma estrutura bastionada irregular de quatro alas (escavações mostraram que foi originalmente planeada com uma planta quadrada) foi feita em várias fases.

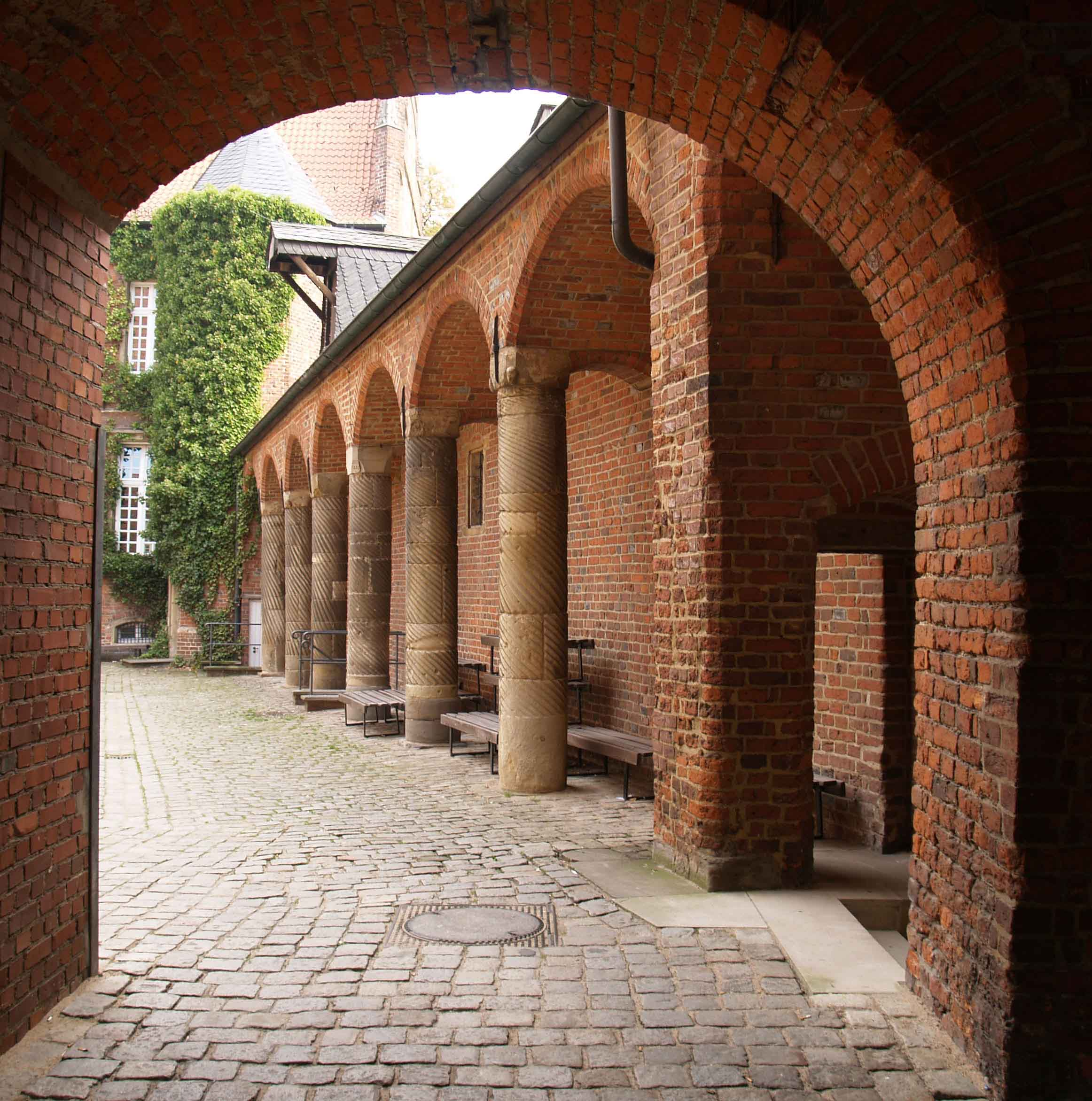
Vista do portal oeste para a galeria colunada tardo-gótica.

Em primeiro lugar, uma ala de extensão foi construída sobre estacas em grade na parte norte do complexo, que se juntou a leste à casa-torre. Em anos posteriores foi adicionada uma galeria de dois pisos ao lado do edifício virado para o pátio. Com a sua fachada, representa os mais antigos restos sobreviventes de uma frontaria de exibição na Vestefália. A sua construção ainda não pode ser datada com precisão, sabendo-se apenas que foi concluída antes do fim da primeira metade do século XVI.
Em seguida foi, provavelmente, construída a ala leste com as suas salas de representação. Na época, o piso térreo abrigava apenas um grande salão a que se seguia uma sala-câmara para sul.
A ala oeste do complexo foi adicionada na terceira fase de construção. A sua parte central era constituída por uma casa previamente existente, cujas empena foi conservada e ainda hoje é visível no sótão. Esta casa tinha logo a norte a actual torre noroeste e, posteriormente, foi expandida para sul através duma outra torre.
Finalmente, foi inserida obliquamente uma ala de ligação com dois pisos entre as alas leste e oeste, de diferentes comprimentos, na parte sul do complexo. O seu primeiro piso, hoje em dia ainda preservado, é suportado por uma colunata tardo-gótica. Actualmente, não está determinado o momento exacto em que o seu segundo piso foi demolido; provavelmente terá sido entre 1850 e 1870. Juntamente com a construção da ala sul, foi erguida uma torre-escada octogonal, ainda hoje preservada, no canto sudeste do pátio interior. Foi uma das primeiras do seu tipo, já que até então só eram comuns as escadas de alvenaria nas paredes exteriores ou escadas de madeira interiores nos andares superiores.
A partir de cerca de 1650, Bertram von Nesselrode e a sua esposa, Lucia von Hatzfeld, fizeram algumas obras de modernização dos edifícios, que também estão associadas com algum abrandamento da planta. Neste período, foi redescoberto pelos trabalhos de restauro o tecto pintado em perspectiva do grande salão no piso térreo da ala leste. Este tecto é único na Vestefália.

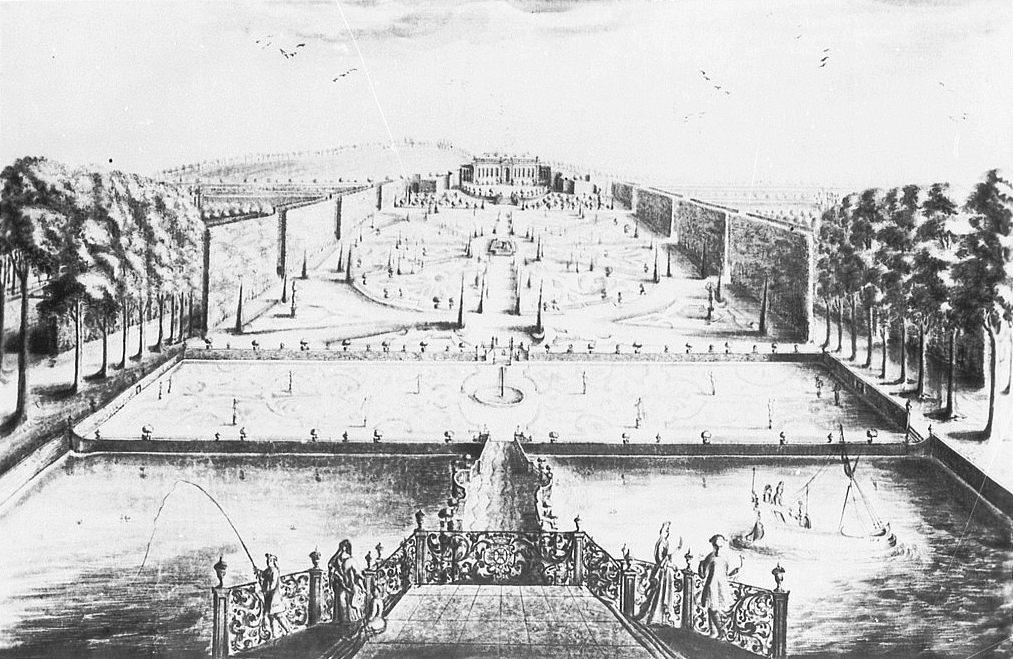
O Schloss Herten e os seus jardins, num desenho de Renier Roidkin, cerca de 1730

Em 1687, durante a época de Natal, um grave incêndio destruiu grande parte das alas norte e oeste, tendo a valiosa biblioteca sido destruída na sua maior parte. O Freiherr Franz von Nesselrode-Reichenstein construíu de novo o castelo, até 1702, na sua actual forma barroca. No decorrer da reconstrução, também foi edificado o portal elaboradamente planeado, no lado oeste do complexo. Ao mesmo tempo, o senhor da obra mandou criar, a norte do edifício, um jardim barroco à francesa, com numerosas fontes e estátuas. Vinte desenhos a caneta preservados, da autoria do pintor valão Renier Roidkin e datados de cerca de 1730, dão uma boa ideia da aparência que o jardim teria na época. Seguindo uma moda inglesa, foi construída uma orangerie, até 1725, cerca de 200 metros a nordeste.
Uma vez que o já degradado edifício palaciano não foi mais usado a partir de 1925, o aluimento de terras causado pela mineração encarregou-se do resto e fez com que a construção de quatro alas quase entrasse em colapso. Por esse motivo, a partir de 1967 foram tomadas medidas de segurança nas fundações do edifício. No entanto, a decadência dos edifícios que se mantinham de pé não foi controlada, até que a Associação Regional da Vestefália-Lippe tomou conta dos edifícios ruinosos em 1974. No mesmo ano começaram os esforços de recuperação, que duraram até 1989 . Para salvar o edifício principal teve que se aceitar uma perda significativa da estrutura original do edifício: na reabilitação, todas as fundações e todas as placas de piso foram substituídas por estruturas de betão armado e todos os telhados – com excepção de uma pequena parte na ala oeste – foram completamente renovados.

## Descrição
O actual Schloss Herten é composto por duas partes, sendo a sua secção principal (Hauptburg) um edifício de tijolo, com torres redondas nos cantos, completamente cercado por um fosso. O seu pátio exterior (Vorburg) – também construído em tijolo – fica para oeste, na sua própria ilha, e na época estava ligado à parte principal por uma ponte levadiça. Do conjunto ainda faz parte uma terceira ilha, a sul, que em tempos passados foi, provavelmente, usada como jardim..

### Edifício principal

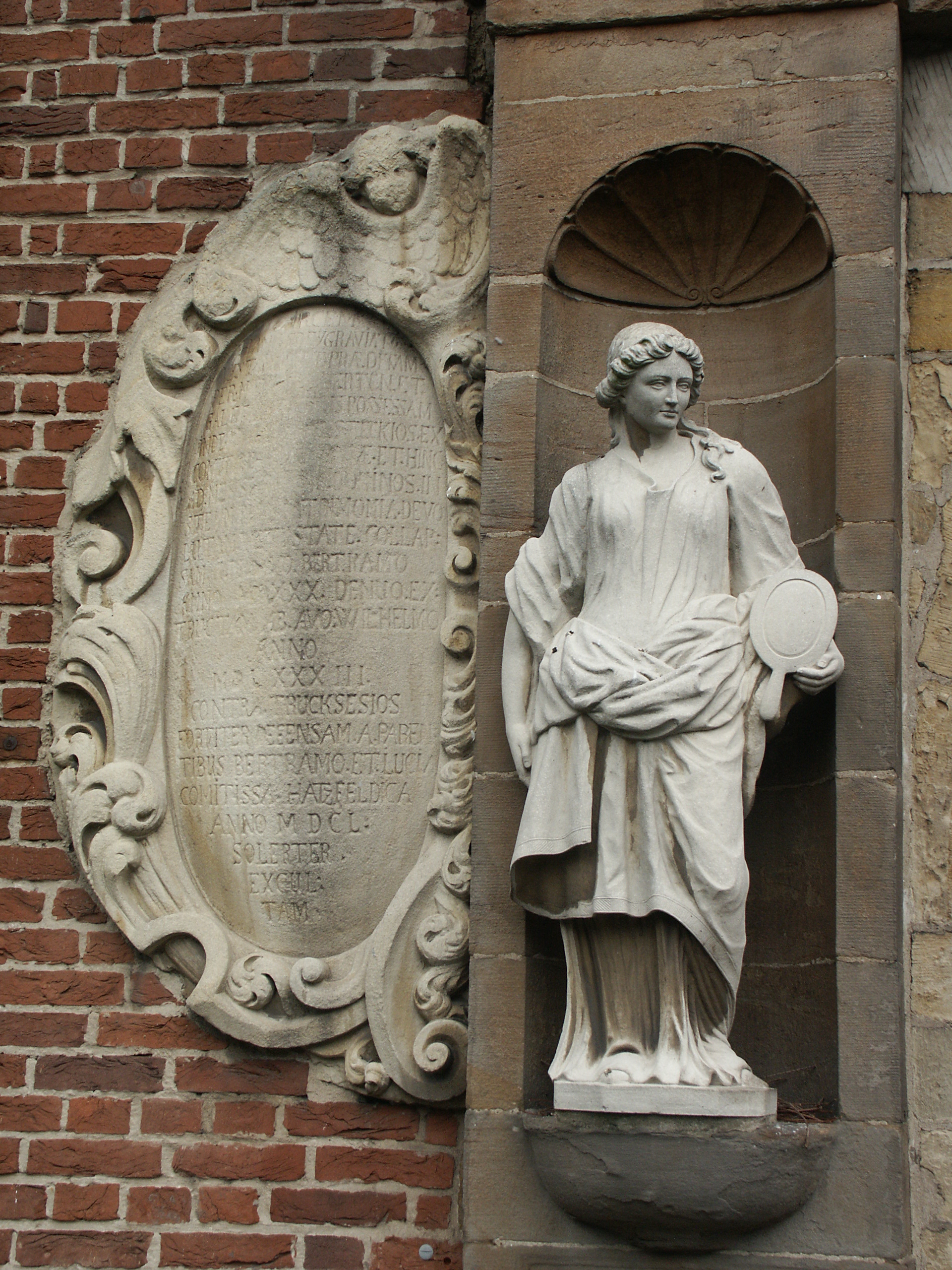
Cartucho e escultura no lado esquerdo do portal oeste.

O núcleo principal (Hauptburg) tem quatro alas encerrando um pátio interior. A sua alvenaria de tijolos é dividida horizontalmente por frisos em pedra. Com excepção da alterada ala sul, as alas têm dois pisos e são rematadas por um telhado de duas águas. As alas leste e oeste têm telhados inclinados, adornados com pináculos nas empenas. Três cantos do edifício fechado em quatro alas são marcados por torres redondas de dois pisos com telhados cónicos. Na parte sul da ala oeste, que recebeu na fachada exterior um padrão de diamante com tijolos vidrados, encontra-se o portal principal desde o início do século XVIII. O portão é emoldurado por um edícula. Acima do arco assenta uma janela saliente, que coroa um frontão segmentado. Cartuchos à esquerda e à direita do portão lembram as linhagens residentes no Schloss Herten, o fogo devastador e a reconstrução. Também se pode ler ali, esculpido em pedra, o lema QUAERATUR VIRTUS – INVENIETUR HONOS (procura a Virtude – encontrarás à Honra).
A fachada voltada para o pátio da ala norte possui um simples portal com arco de volta perfeita e está ladeada por duas torres-escada. A oposta ala sul mostra, no lado do pátio, uma galeria tardo-gótica, cujas colunas têm uma incomum superfície retorcida.
Os espaços interiores do palácio são marcados pela renovação da década de 1980. Apenas as salas de representação da ala leste ainda mantêm o velho estilo barroco. Isto inclui os tectos de estuque das salas pequenas, que datam de cerca de 1700. Muito valiosas para a história da arte, ainda estão semi-preservadas as pinturas do tecto do salão de festas, de meados do século XVII.

### Edifícios na ilha dovorburg
Remise
O actual edifício em tijolo do pátio exterior (vorburg) está no núcleo, provavelmente, desde o século XVI  e foi, em tempos, a ala ocidental duma casa de recolha de carruagens (remise). Este edifício térreo tem um telhado inclinado de duas águas, cujas empenas são escadeadas. É seguido no seu extremo norte, em ângulo recto, pelas ruínas duma outra antiga ala do edifício.
Capela

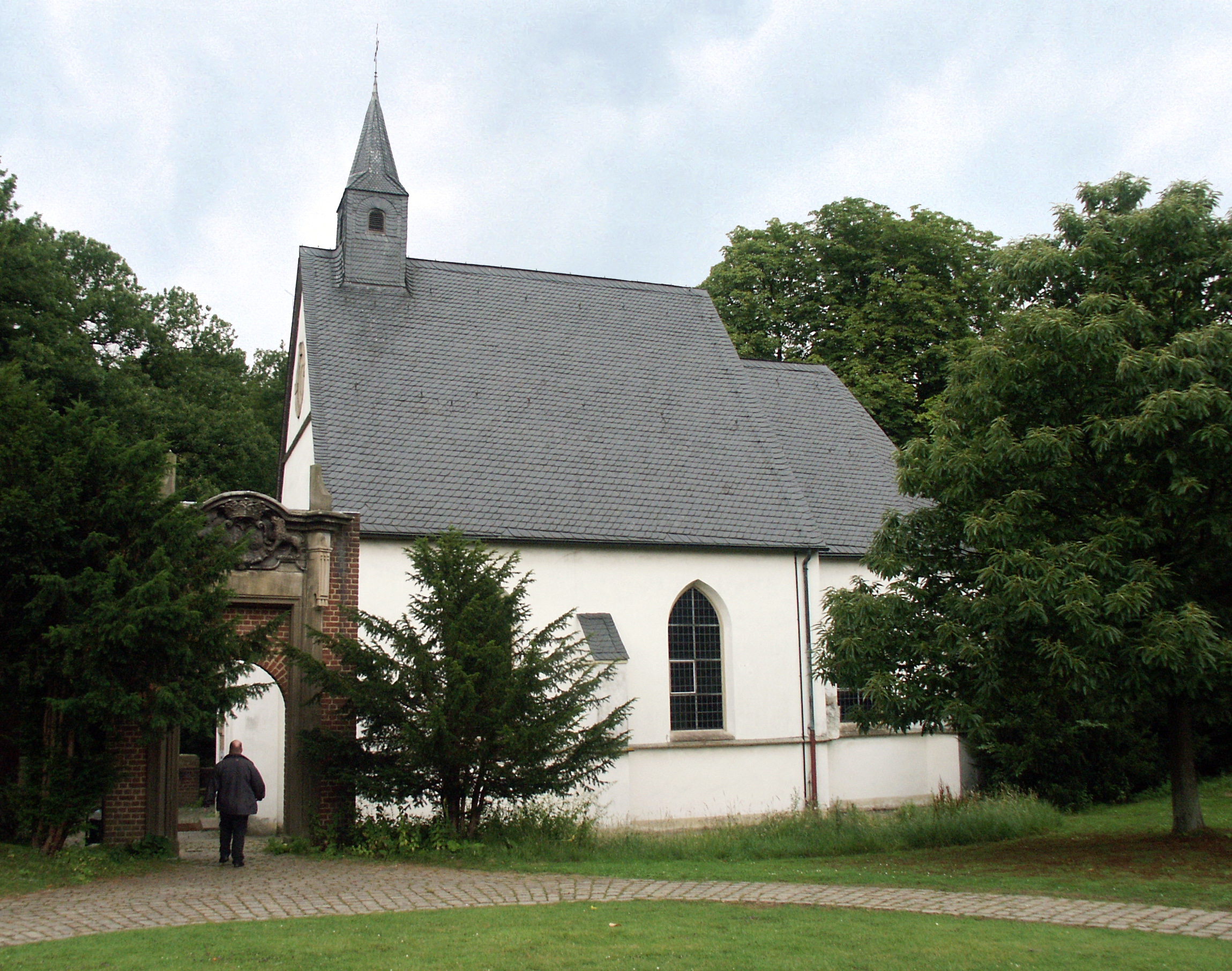
A capela do palácio.

Até 1908 a capela do palácio ficava na ala sul do núcleo principal. Antes, nesse ano, a actual capela gótica, proveniente do Schloss Grimberg, foi transferida para o terreno do vorburg de Herten. Esta igreja, com as suas origens no século XVI, possui três naves em dois tramos com término de 5/8, cujas abóbadas de aresta assentam em colunas circulares com mísulas. O interior barroco remonta a 1747 e foi projectado, em parte, por Johann Conrad Schlaun. O altar da capela foi criado por Schlaun ou pela sua oficina, enquanto o retábulo é uma obra de Johann Anton Kappers.
Nas extremidades das naves laterais encontram-se os dois epitáfios de Bertram von Nesselrode e da sua esposa, Lucia von Hatzfeld, assim como os de Bertram Eltern Franz von Nesselrode e Anna Maria von Wylich. Estes vieram da antiga igreja paroquial de Herten, que foi substituída por um novo edifício entre 1882 e 1885, tendo sido criados em arenito de Baumberg em 1680/1681 por Johann Mauritz Gröninger.
Juntamente com a capela, também as tumbas de Ehepaars Heinrich Knipping (falecido em 1578) e Sybilla von Nesselrode (falecida em 1602) foram transferidas do Schloss Grimberg para o Schloss Herten.
O portal externo, na empena frontal de 1747, não pertence à estrutura original, tendo o edifício sido adicionado depois da instalação da capela em Herten. O mesmo se aplica ao portal independente situado antes da capela. Este último, também proveniente do Schloss Grimberg, é um projecto de Schlaun datado de 1735.

### Parque do palácio

Planta do parque do palácio.

A actual forma do parque palaciano de Herten deve-se ao jardineiro da corte de Düsseldorf Maximilian Friedrich Weyhe. Ele alterou o jardim à francesa, entre 1814 e 1817, para um jardim paisagístico à inglesa, tendo mantido alguns elementos definidores do simétrico jardim de desenho barroco, como por exemplo algumas alamedas e o edifício da orangerie. O antigo labirinto já não existe, mas o teatro natural - agora restaurado de forma simplificada - é novamente usado para representação de peças.
Entre meados do século XIX e a Primeira Guerra Mundial, os donos do palácio mandaram criar, na parte sul dos jardins, dois lagos pesqueiros e uma floresta mista com cerca de 200 hectares – hoje chamada de "floresta do palácio". Também a partir deste período, erguem-se duas Casas de Cavaleiros (Kavaliershäuser) situadas na entrada no extremo norte do recinto do palácio.
Nos 50 anos de abandono que se seguiram à Primeira Guerra Mundial, o parque foi completamente negligenciado. A sua recuperação foi feita simultaneamente com as medidas de reabilitação dos edifícios do palácio, tendo começado em 1874 e durado até 1982. Ao mesmo tempo, o parque foi aberto ao público. Dos seus cerca de 30 hectares de área, 14,5 são ocupados por bisques e 5 por relvados. Outros três hectares são ocupados por água, enquanto os caminhos são responsáveis por mais dois. Entre as 3067 árvores encontram-se exemplares tão raros como uma Davidia de 125 anos, originária das regiões montanhosas chinesas, uma magnólia de folha grande e uma árvore de lírio do vale, originária da América do Norte. As plantas foram levadas para Herten por proprietários do castelo diplomaticamente activos, que as trouxeram de países distantes naquela época. No total, encontram-se no parque mais de 200 espécies de árvores. Devido à sua diversidade botânica, o parque palaciano de Hertner foi colocado sob protecção do património cultural em 1988.

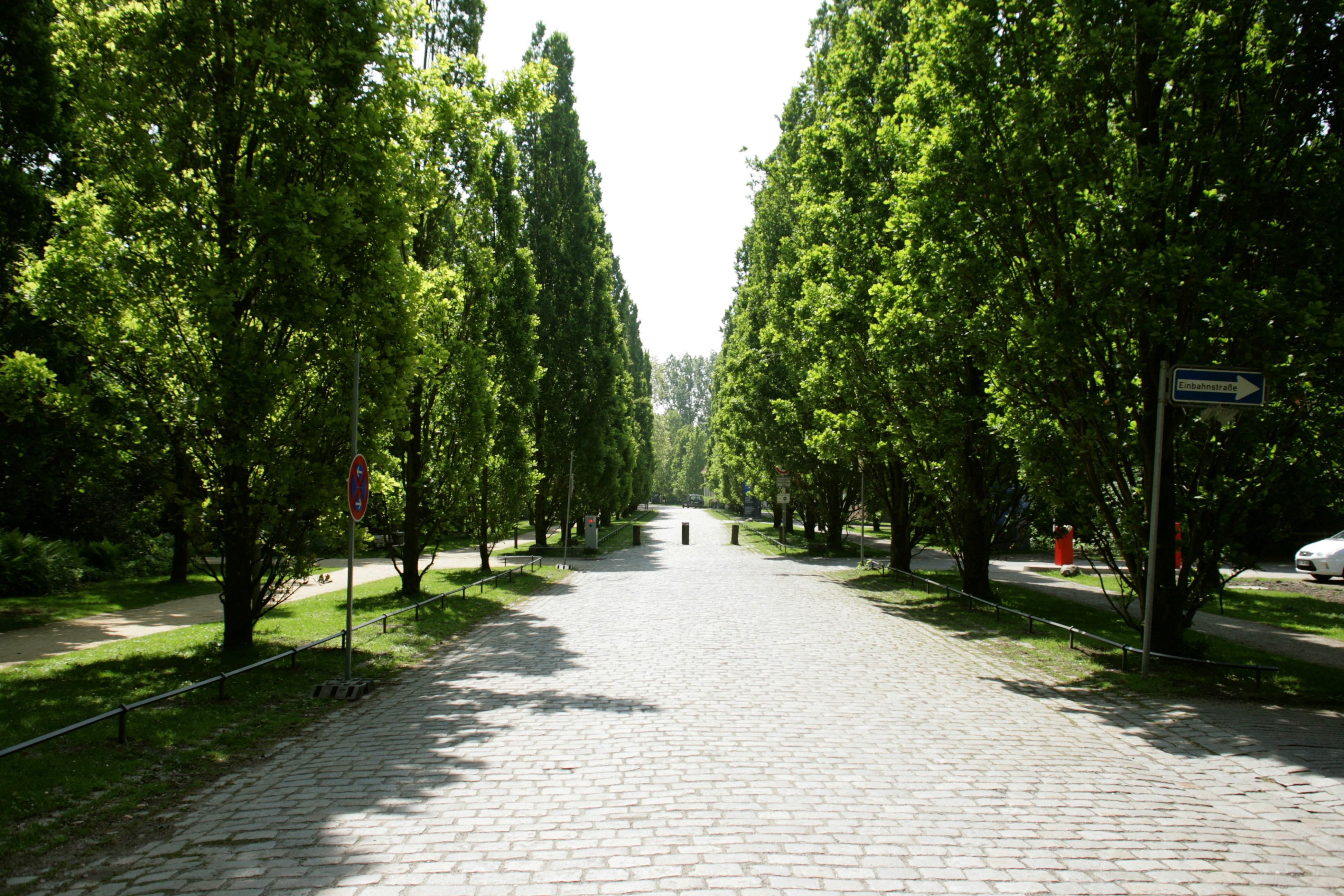
Alameda dos Carvalhos
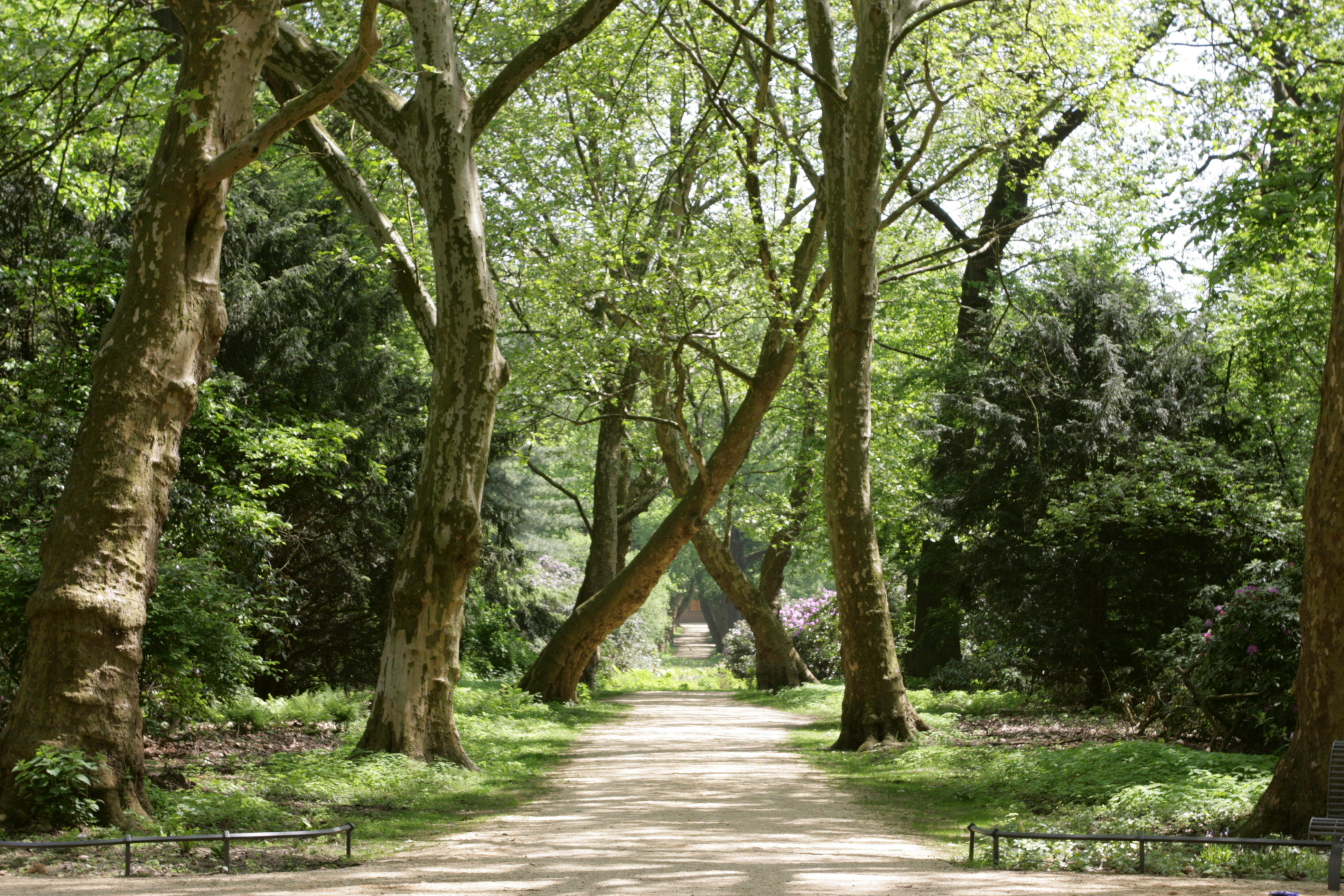
Alameda dos plátanos
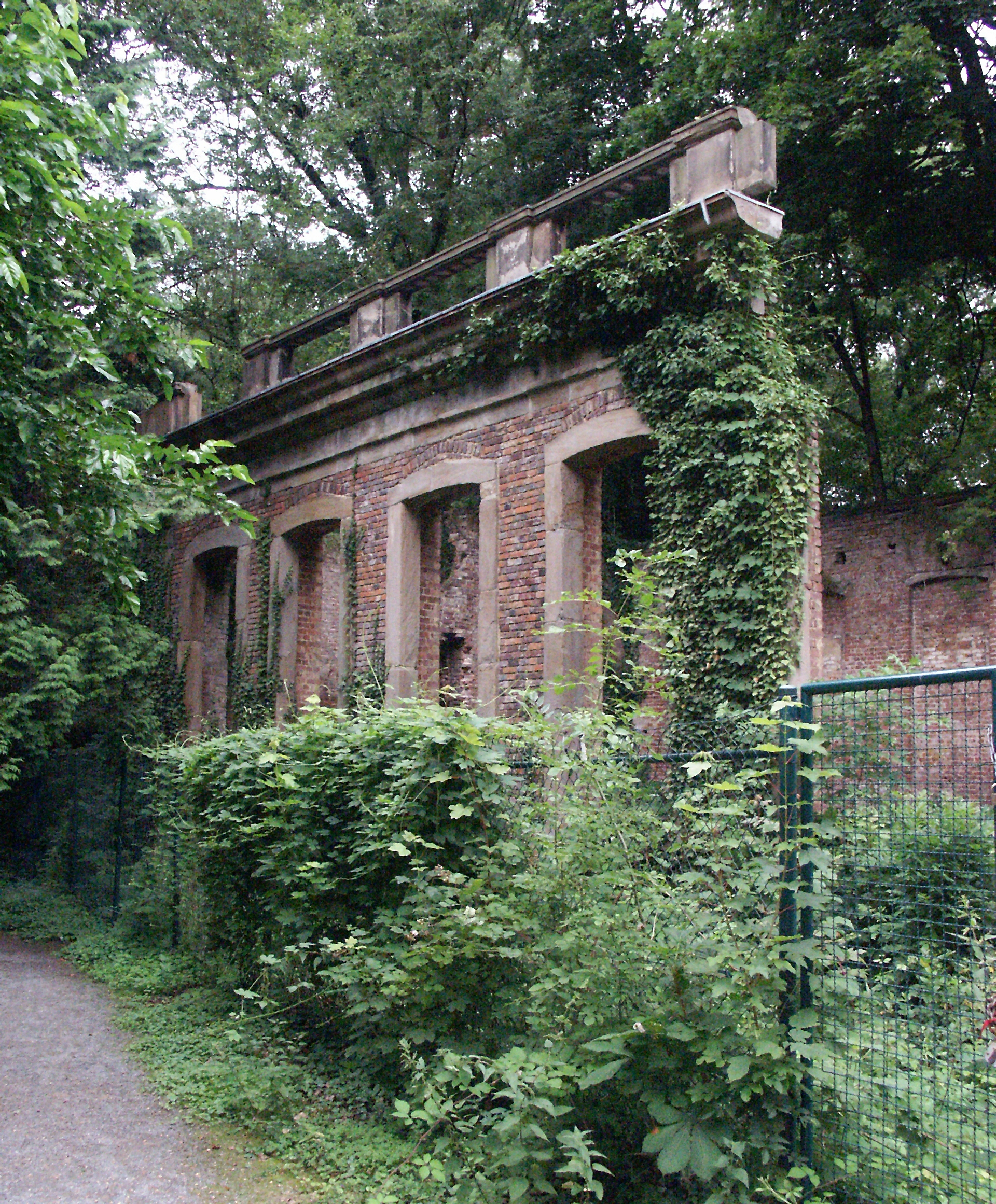
Vista parcial das ruínas da orangerie
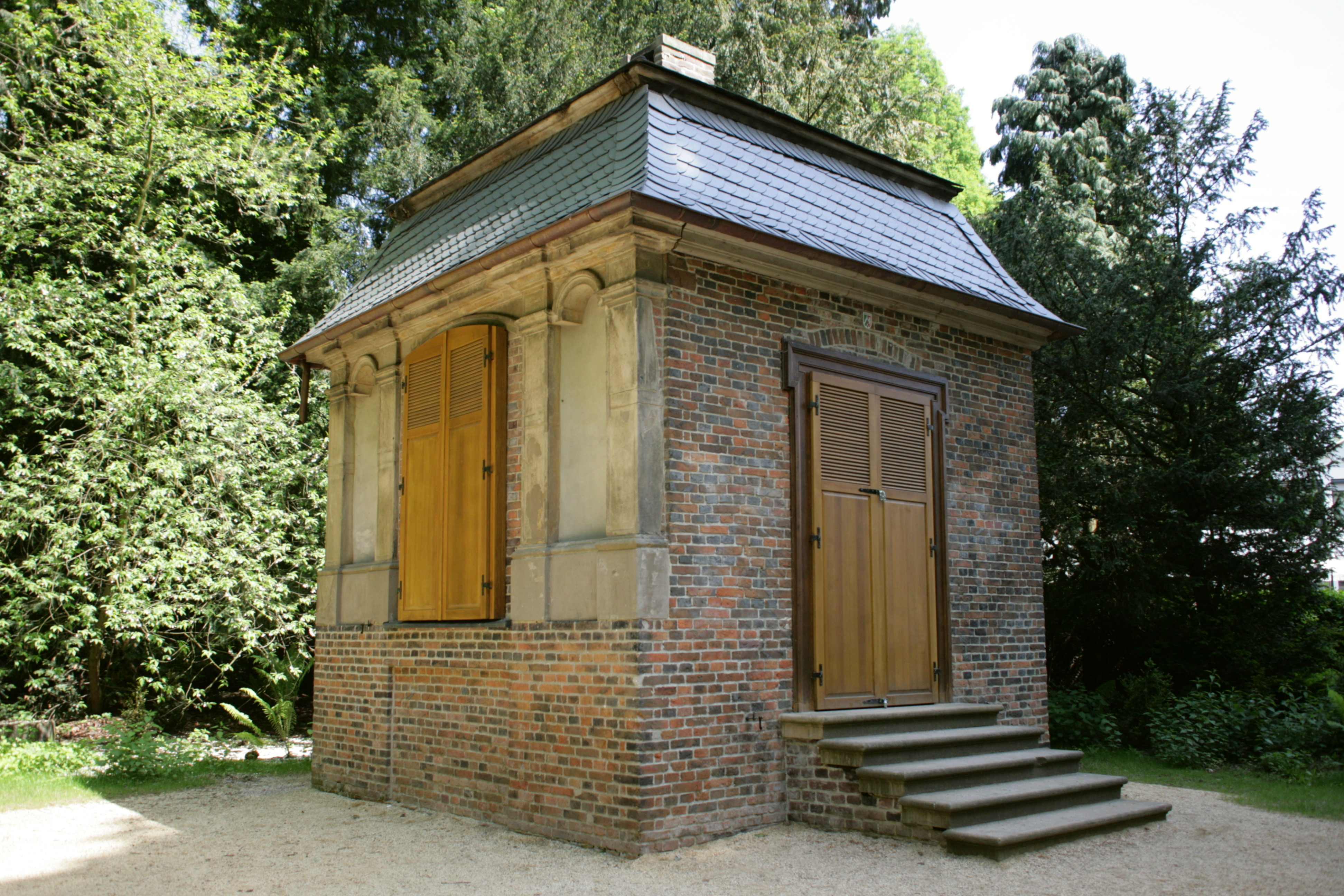
Casa do Tabaco (Tabakhaus)
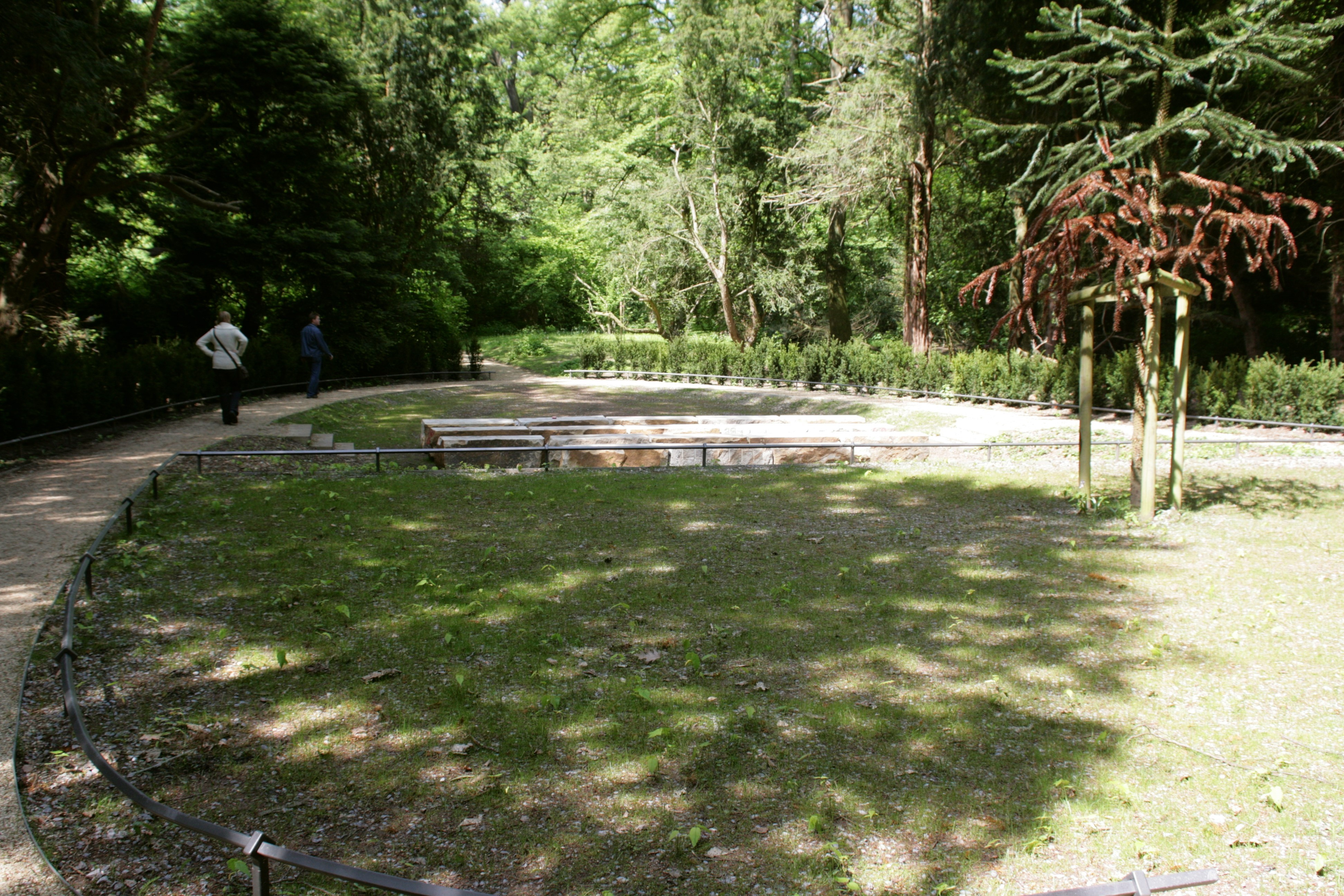
Teatro natural

Orangerie
Em 1725 foi concluída, no extremo norte dos jardins do palácio e actual prado de narcisos, a construção duma orangerie de piso único em estilo neo-renascentista. Sobre a sua frontaria com dez eixos de janelas havia uma balaustrada, que foi enfeitada com doze esculturas de telhado em arenito de Baumberg. As figuras de tamanho real foram criadas por Johann Mauritz Gröninger e representam figuras da Mitologia Grega. A entrada era permitida por um portal com frontão triangular. O edifício foi usado não só para plantas de inverno sensíveis, mas também serviu como casino de jardim e sala de refeições. Naquele tempo, também era o lar de uma das mais famosas colecções de camélias da Alemanha. Porém, a antiga glória deste edifício é hoje anunciada apenas por uma ruína, que em 2010 se libertou do crescimento desenfreado da vegetação e foi consolidada.
Casa do Tabaco (Tabakhaus)
Através de doações privadas, foi preservado e restaurado um pavilhão de jardim quadrado erguido na parte oriental do parque. A denominação como Casa do Tabaco (Tabakhaus) da pequena casa de tijolos com telhado de mansarda, em Estilo Luís XVI, lembra dois Condes Riaucourt franceses, filhos duma Condessa de Nesselrode por nascimento. Estes haviam fugido, antes da Revolução Francesa, para junto dos seus familiares em Herten e entregavam-se no pavilhão à nova moda do seu tempo, o vício do uso do tabaco, o que não era tolerado nos edifícios do palácio.

## Uso actual
O pátio externo é usado actualmente como centro social e hospital de dia do LWL - clínica de psiquiatria e psicoterapia, que está localizado em muitos edifícios recém criados na área a ocidente do palácio.
Além disso, o palácio estabeleceu-se como um local de inúmeros eventos culturais, como o Festival de Piano de Ruhr (Klavierfestival Ruhr) ou o Concerto do Palácio de Herten (Hertener Schlosskonzerte). Também acontece todos os anos, no dia de Pentecostes, um mercado de arte em redor do palácio, em que os artistas e artesãos expõem os seus trabalhos, e um programa cultural, consistindo em espectáculos de música e performances de palco, a terminar o evento de dois dias.
Aqueles que desejam casar, podem fazê-lo numa cerimónia civil realizada no chamado Salão Nesselrode (Nesselrode-Salon) do palácio. Para o bem-estar físico, os visitantes do palácio dispõem dum café na ala norte da estrutura principal, enquanto as caves abobadadas são usadas pela NABU (Naturschutzbund Deutschland - Conservação da Natureza da Alemanha) como área de exposição, onde são dadas informações sobre a flora e a fauna do parque do palácio.